# Eupithecia dilucida
Eupithecia dilucida là một loài bướm đêm trong họ Geometridae.